# Temnora elegans
Temnora elegans là một loài bướm đêm thuộc họ Sphingidae. Loài này có ở phía tây châu Phi và in savanna từ Angola tới Zambia, Zimbabwe, Malawi và East Africa.
Chiều dài cánh trước khoảng 18–21 mm. 

## Phân loài
- Temnora elegans elegans (phía tây châu Phi)
- Temnora elegans polia Rothschild, 1904 (savanna from Angola to Zambia, Zimbabwe, Malawi và East Africa)